# 大阪府立看護大学医療技術短期大学部
大阪府立看護大学医療技術短期大学部（おおさかふりつかんごだいがくいりょうぎじゅつたんきだいがくぶ、英語: Osaka Prefectural College of Health Science）は、大阪府羽曳野市はびきの3-7-30に本部を置いていた日本の公立大学である。1978年に設置され、2006年に廃止された。

## 概要

### 大学全体
- 大阪府羽曳野市に所在した日本の公立短期大学で、設置主体は大阪府のち公立大学法人大阪府立大学。
- 大阪府立看護短期大学として2学科かつ入学総定員120名体制で1978年に大阪市住吉区において開学した。
- 1994年度より、従来の2学科に加えてさらに5学科が増設され、2002年度入学生まで7学科体制を維持していた。
- 2003年度入学生より大々的に改編を開始し、1学科にまで縮小。
- さらに2004年度入学生を最後に、2006年に短期大学としての使命を終える。

### 教育および研究
- 大阪府立看護大学医療技術短期大学部は、看護をはじめ医療従事者の育成に力をいれていた。

### 学風および特色
- 大阪府立看護大学医療技術短期大学部は7 学科と最も学科が多い医療系の公立短大となっていた。

## 沿革
- 大阪府立公衆衛生専門学校も参照のこと。
- 1937年に大阪府立社会衛生院として大阪府大阪市住吉区に設置されたことに端を発する[2]
- 1973年
  - 12月26日 大阪府衛生対策審議会から知事に大阪府立看護短期大学設立の答申が行われる[3]。
- 1974年
  - 8月1日 大阪府立看護短期大学設立調査会が発足する[3]。
- 1976年
  - 11月1日 大阪府立看護短期大学設立準備室が発足する[3]。
- 1977年
  - 12月21日 左記を以て文部省[注 1]より短期大学の設置が認可される[3]。
- 1978年
  - 4月1日 大阪府立看護短期大学（おおさかふりつかんごたんきだいがく）として以下の学科体制にて開学[4]。
    - 第一看護学科[注 3]
    - 第二看護学科[注 4]

  - 所在地は大阪市住吉区帝塚山東2-1-41[注 5]となっていた。
- 1994年
  - 4月1日 大阪府立看護大学の開学及び大阪府立公衆衛生専門学校を統合するに伴い、羽曳野市に大阪府立看護大学医療技術短期大学部となる[6]。以下の5 学科が新設され、総合短期大学として発展する[7]。
    - 臨床栄養学科[注 6]
    - 歯科衛生学科[注 8]　
    - 臨床検査学科[注 9]
    - 理学療法学科[注 10]
    - 作業療法学科[注 11]

  - 既存の学科については以下の通り。
    - 第一看護学科[注 12]
    - 第二看護学科[注 13]
- 2002年
  - 4月1日 本年度をもって、第二看護学科以外の全学科学生の募集最後となる[注釈 6]
- 2004年
  - 4月1日 本年度をもって、最後に残った唯一の学科である第二看護学科の最終学生募集をもって短期大学の学生募集も最後となる[注釈 7]。
  - 10月31日 歯科衛生学科が正式に廃止となる[11]。
- 2005年
  - 3月31日 臨床検査学科、臨床栄養学科が正式に廃止となる[10]。
- 2006年
  - 3月31日 左記を以て廃止[1][注釈 8]。

## 基礎データ

### 所在地
- 大阪府羽曳野市はびきの3-7-30

### 象徴
- 大阪府立看護大学医療技術短期大学部のカレッジマークは保健医療の象徴となっている「十字」と大阪の木「イチョウ」をモチーフとされていた。

## 教育および研究

### 組織

#### 学科
- 第一看護学科 入学定員60[注釈 9]
- 第二看護学科 入学定員60[注 15]
- 臨床栄養学科 入学定員20[注釈 9]
- 歯科衛生学科 入学定員20[注釈 9]
- 臨床検査学科 入学定員20[注釈 9]
- 理学療法学科 入学定員15[注釈 9]
- 作業療法学科 入学定員15[注釈 9]

#### 専攻科
- なし

#### 別科
- なし

#### 取得資格について
受験資格
- 看護師
  - 第一看護学科
  - 第二看護学科
- 歯科衛生士：歯科衛生学科
- 臨床検査技師：臨床検査学科
- 理学療法士：理学療法学科
- 作業療法士：作業療法学科

資格
- 栄養士：臨床栄養学科

### 研究
- 『大阪府立看護短期大学紀要』[13]
- 『大阪府立看護大学医療技術短期大学部紀要』[14]

## 施設

### キャンパス[15]
- 当時、近鉄南大阪線および長野線古市駅から近鉄バスを利用することになっていた。｢看護大学前｣という名称のバス停留所があった。
- 設備：当時、大阪府立看護大学と共同使用されていたため、短大独自のキャンパス自体はなかったものの、短大独自の学科棟は存在していた。ほか、図書館・学生食堂・テニスコートなどがあった。

## 卒業後の進路について

### 就職について
- 全学科とも、専門職として勤務している人が大半となっていた。

### 編入学・進学実績
- 当時、大阪府立看護大学への編入学制度があった。